# Efeito Borboleta 2
The Butterfly Effect 2 (br/pt: Efeito Borboleta 2) é um filme estadunidense de suspense psicológico dirigido por John R. Leonetti em 2006. Este filme sucede o filme Efeito Borboleta que foi produzido em 2004.

## Resumo
Julie (Erica Durance) estava comemorando seu 24º aniversário com namorado, Nick (Eric Lively), e seus amigos Trevor (Dustin Milligan) e Amanda (Gina Holden). Nick teve que ir a uma reunião de trabalho. Ele dirige em rumo à cidade e, todos dentro do carro, sofrem um acidente com um caminhão. Dos quatro amigos, Nick é o único sobrevivente. 
Depois que saiu do hospital, quando se olha para uma fotografia dele com Julie, tudo na sala começa a tremer e as pessoas na fotografia começam a se mover.
Um ano depois, Nick sofre uma dor de cabeça e sangramento nasal durante uma reunião sobre as vendas com os investidores. Por causa disso, ele foi suspendido durante uma semana. De volta para casa, Nick olha para fotografias de aniversário da Julie e de alguma forma consegue se teleportar de volta ao momento pouco antes do acidente fatal. Desta vez, ele sabe como evitar o acidente e ele acorda em um novo futuro, onde Julie vive feliz com ele. Nesta realidade, a vida de Nick é arruinada quando ele é acionado para substituir o seu amigo e agora colega de trabalho de Trevor.
Mais tarde, Nick vê uma fotografia de Natal dele, seus amigos e colegas de trabalho, e percebe que esse era o ponto em que um acordo crucial foi feito, resultando na promoção de Dave. Nick decide tentar alterar isso a seu favor assim que concentra-se na foto e de repente ele estava nesta festa.
Logo em seguida, Nick se vê como vice-presidente da empresa, mas Julie e ele se separaram e vivem como solteiros. Além disso, Trevor e Nick acabam no lado errado de um investidor obscuro, e a empresa fica falida. Nick confessa tudo para sua mãe, que diz que ele não pode "controlar tudo". Ela diz que seu pai também tentou controlar as coisas e, finalmente, se suicidou.
Nick teleporta-se, na esperança de finalmente consertar tudo, para o momento do acidente. No entanto, ela confessa estar grávida e foge do seu carro. Tendo mesmo acidente semelhante, Nick corre rapidamente atrás dela, mas acaba acidentando com um outro veículo. Ele opta por salvar Julie, em vez de salvar-se.
Um ano depois, Julie vive em Nova York com seu filho, Nick Jr., que tem o mesmo poder como seu pai, pois seu ambiente torna-se instável enquanto olha para uma fotografia de seus pais e seus amigos.

## Elenco
- Eric Lively como Nicholas "Nick" Larson
- Erica Durance como Julie Miller
- Dustin Milligan como Trevor Eastman
- Gina Holden como Amanda
- David Lewis como Dave Bristol
- Andrew Airlie como Ronald "Ron" Callahan
- Susan Hogan como Katherine Larson
- JR Bourne como Malcolm Williams
- Lindsay Maxwell como Grace Callahan
- Zoran Vukelic como Christopher